# سوسوز (صندوق‌لی)
سوسوز (به ترکی استانبولی: Susuz) یک منطقهٔ مسکونی در ترکیه است که در صندوق‌لی واقع شده‌است.